# Calosota stoma
Calosota stoma is een vliesvleugelig insect uit de familie Eupelmidae. De wetenschappelijke naam is voor het eerst geldig gepubliceerd in 2007 door Narendran.